# Sympherta sulcatoides
Sympherta sulcatoides är en stekelart som beskrevs av Hinz 1991. Sympherta sulcatoides ingår i släktet Sympherta och familjen brokparasitsteklar. Inga underarter finns listade i Catalogue of Life.